# ランス39号
ランス39号（らんすさんじゅうきゅうごう、1979年11月8日 - ） は、吉本興業所属のピン芸人。
広島県安芸郡海田町出身。身長161.4cm、体重58kg。広島NSC1期生（東京NSC8期、大阪NSC25期と同期）。広島吉本を経て、2010年より東京吉本に移籍。

## プロフィール
- 芸名の由来は、広島東洋カープの外野手リック・ランスが39本のホームランを打ち、本塁打王となったことから。
- マニアックな設定のキャラクターに入り込んで演じる漫談・コントを得意とし、フリップを使うことが多い。
- 競艇選手のプロテストにて最終試験まで残ったことがある。
- 無類のミュージカル好きからレ・ミゼラブルのテナルディエ役でオーディションを受験し、コールバックされ最終選考に残ったことがある。
- ジャニーズ好き芸人としてジャニーズモノマネを披露することがある。
- とんねるずのみなさんのおかげでした内のコーナーの細かすぎて伝わらないモノマネ選手権のオーディションに合格した事があるが、オンエアに至らなかった。
- 東京の某有名大学に合格したにもかかわらず、「地元の大学に行けば親に車を買ってもらえる」との理由で広島修道大学法学部法律学科へ入学、卒業時は学科賞を受賞するほどの秀才で、その秀才ぶりはネタの内容や構成にも表れている。
- 元広島東洋カープの監督、三村敏之と親戚関係にある。
- NSC時代から約2年間「チェンジアップ」というコンビを組んでいた。
- M-1グランプリ2006では同事務所所属のピン芸人であるやまかとコンビを組み「ヤマカfeaturingランス39号」として出場。
- 水曜日のダウンタウンの「売れてなくても芸人の彼女カワイイ説」にて9歳年下の女優と交際中であることが明かされた。

## 出演

### 舞台
- よしもと D-D.LIVE

### テレビ
- 森田一義アワー 笑っていいとも!
- ウソのような本当の瞬間!30秒後に絶対見られるTV
- ABChanZoo
- 水曜日のダウンタウン
- 話せるスポーツニュース スポヲチ
- 夜型人間
- アグレッシブですけど、何か?
- だけんどしたんな。
- ぶらぴ

## 受賞歴
- R-1ぐらんぷり2006 準決勝出場（広島吉本からは唯一）
- R-1ぐらんぷり2008 準決勝出場
- ニコ-1GP（LIVE STAND） 決勝戦出場